# Henry Alfred Byroade
Henry Alfred Byroade (24 juillet 1913 - 31 décembre 1993) fut un général de brigade américain qui occupa le poste de Secrétaire d'État assistant pour le Proche-Orient de 1952 à 1955, puis d'ambassadeur des États-Unis dans divers pays.
Originaire de l'Indiana, Henry Byroade fut diplôme de West Point en 1937 et obtient le grade de Général de Brigade en 1946 à l'âge de 32 ans. De 1949 à 1952, il travailla au département d'État comme responsable du bureau des affaires allemandes. En 1952, il démissionne de l'armée et est nommé Secrétaire d'État assistant pour le Proche-Orient.
Le 9 avril 1954, il fait à Dayton un discours remarqué sur le conflit israélo-arabe en renvoyant les protagonistes à leurs responsabilités. Il invite les israéliens à se considérer comme un peuple du Proche-Orient en déclarant : Envisagez votre avenir dans cette perspective plutôt que sous l'angle d'un quartier général d'un noyau de population venu du monde entier et appartenant à une confession religieuse particulière. Vous devez abandonner la conviction que la force et les pratiques de représailles meurtrières sont la seule politique que vos voisins puissent comprendre. Aux arabes, il recommande d'accepter l'État d'Israël en leur indiquant : Vous essayez délibérément de maintenir une situation délicatement suspendue entre la paix et la guerre, tout en ne désirant pour le moment ni la paix ni la guerre. Mais le seul résultat tangible de son initiative fut d'unifier les adversaires contre lui et il quitta ses fonctions le 25 janvier 1955.
Ambassadeur Américain en Égypte du 24 janvier 1955 au 10 septembre 1956, il fut critiqué par l'administration Eisenhower pour n'avoir pas su prévenir une livraison d'arme de la Tchécoslovaquie à Gamal Abdel Nasser, ce qui entraîna son transfert comme ambassadeur en Afrique du Sud. Il occupa ensuite successivement le poste d'Ambassadeur des États-Unis en Afghanistan de 1959 à 1962, en Birmanie de 1963 à 1968, aux Philippines de 1969 à 1973 et au Pakistan de 1973 à 1977.